# Лутфи-паша
Лутфи-паша (тур. Lütfi Paşa; око 1488. - 27. марта 1564) био је велики везир Османског царства за време владавине Сулејмана Величанственог, од 1539. до 1541.

## Биографија
Лутфи је био Албанац из Валоне. У младости је доведен у харем Бајазита II, где је добио темељно образовање о исламским знаностима. Прво је постао санџак-бег од Кастамонуа, а затим и беглербег од Карамана. Све ове податке је он написао у једној од својих књига, међутим нема ништа о његовом животу пре доласка на султанов двор. Лутфи је учествовао и у Опсади Беча, 1529. године. Након смрти Ајас Мехмед-паше, постао је Велики везир.
Био је ожењен султанијом Шах. Имали су ћерке Есмехан Бахарназ и Неслихан.
1541. је макнут са положаја великог везира и протеран у Дидимотику где је и преминуо 27. марта 1564..